# Meineckia humbertii
Meineckia humbertii är en emblikaväxtart som beskrevs av Grady Linder Webster. Meineckia humbertii ingår i släktet Meineckia och familjen emblikaväxter. Inga underarter finns listade i Catalogue of Life.